# Soroku Murata

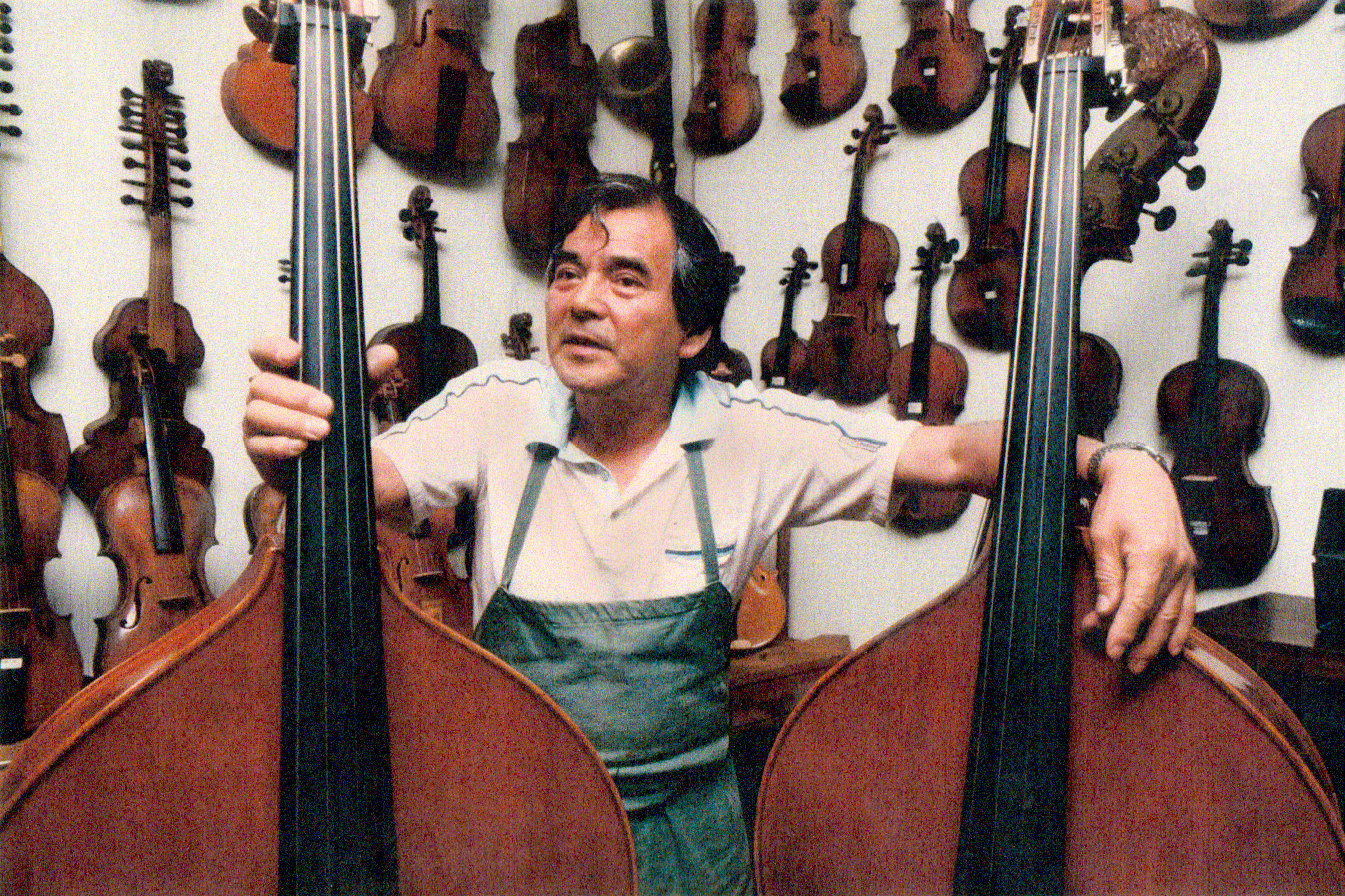
Soroku Murata

Soroku Murata (japanisch 無量塔 蔵六 Murata Zōroku; bürgerlich Shōichirō Murata, japanisch 村田 昭一郎 Murata Shōichirō; * 4. März 1927 in Ebara, Tokio; † 30. Januar 2020 in Tokio) war der erste japanische Geigenbauer mit deutschem Meisterbrief.

## Leben
Soroku Murata wurde am 4. März 1927 in Oi-machi, Ebara-gun in Tokio geboren. Seinen Schulabschluss machte er an der Dokkyô Junior High School in der 55. Abschlussklasse.
Um seiner Einberufung während des Zweiten Weltkrieges zu entgehen, schloss er sich seinem Onkel als Fabrikarbeiter an. Bei der Arbeit zeigte er bereits seine handwerkliche Begabung, weswegen man ihn als Metallgießer einsetzte. Nach Ende des Krieges trat er 1947 dem Orchester der Kyoto Opera Company, 1949 Mitglied der Shimbashi Florida Dance Hall und unter anderem dem Krankenhausorchester im Offiziersklub der amerikanischen Armee bei. Als jedoch die etablierten Musiker aus dem Kriegsdienst zurückkehrten, wurde sein Beschäftigungsverhältnis beendet. Ab 1951 erlernte er autodidaktisch Geigenbau und -reparatur, und lernte von Mitsugu Ōta, einem damaligen Holzarbeiter, welcher sich später auf Resonanzböden für Klaviere spezialisierte, den professionellen Umgang mit Werkzeugen.
Im Jahre 1955 trat er der Studiengruppe um Noboru Nagasako am Tokyo Institute of Technology bei, um die Akustik für den Geigenbau zu studieren. Ab 1962 besuchte er mit Unterstützung von Nagasako die Staatliche Musikinstrumentenbauschule Mittenwald, Bayern. Um seine Einreise nach Deutschland zu ermöglichen, übernahm Alfred Leicht, ein Berliner Geigenbauer, die Bürgschaft für Murata. Als erster Japaner bestand Murata 1963 die Meisterprüfung für Geigenbau und kehrte daraufhin 1964 nach Japan zurück.

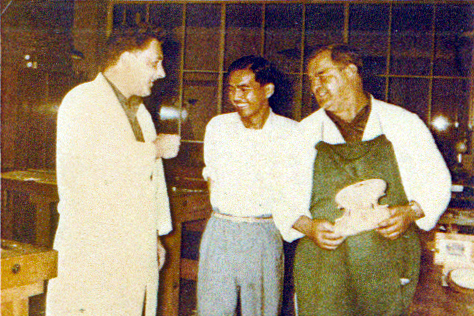

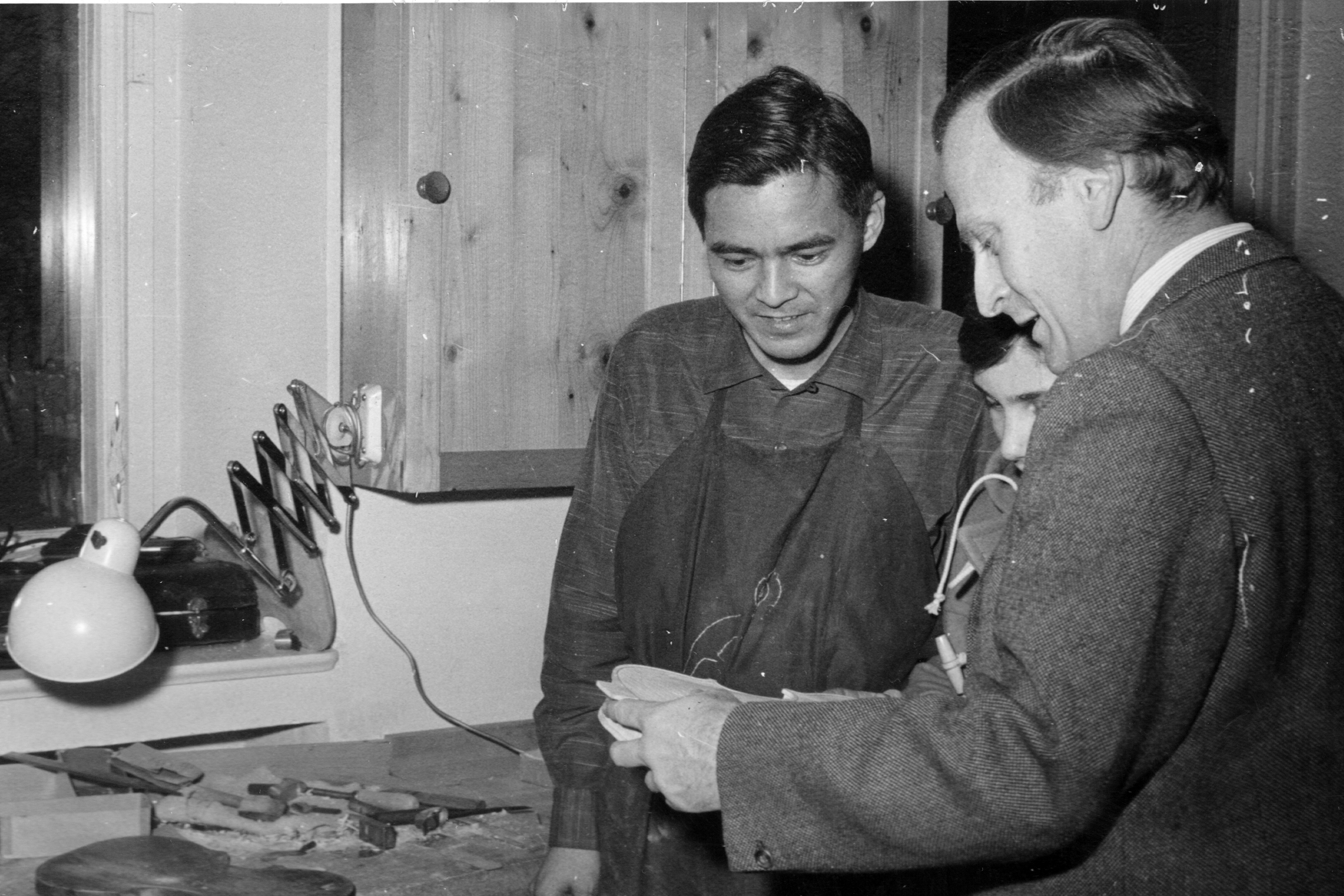
Soroku Murata mit Yehudi Menuhin 1963 in Mittenwald

1956 wurde er Vorstandsmitglied des japanischen Verbands der Saiteninstrumentebauer.
Im Jahr 1968 wurde Murata, wiederum als erster Japaner, Mitglied des Deutschen Geigenbauverbandes (VDG).
1974 wurde er von der Japan Gagaku Society mit der Restaurierung einer Kugo-Harfe beauftragt, welche am 17. Dezember desselben Jahres beim 13. öffentlichen Konzert der Gesellschaft im Nationaltheater eingesetzt wurde.
Im Jahr 1976 gewann er die Goldmedaille im Geigenbauwettbewerb der Violin Society of America anlässlich der Zweihundertjahrfeier der Unabhängigkeit der USA.
Am 2. April 1979 eröffnete in seinem Haus die Geigenbauschule Tokyo, um seine Nachfolger auszubilden.
Im Jahr 1986 schloss sich Murata als erster Vertreter aus Japan der Entente International des Luthiers et Architiers (EILA, dt. Internationale Gesellschaft für Geigen und Bogenbaumeister Entente Internationale des Maitres Luthiers et Archetiers d’Art (EILA)) an.
Murata war regelmäßiges Jurymitglied des Internationalen Geigenbauwettbewerbs Prag (1986–1993), der International Henryk Wieniawski Violin Making Competition (1986–2001), des Internationalen Tschaikowsky-Wettbewerbs (1986–2002), des Internationalen Streicherwettbewerbs in Sofia (1987–1996), und 1990 Jurymitglied des Long-Thibaud-Crespin-Wettbewerbs.
Im Juli 1998 wurde er zum Ehrenmitglied der Japan String Instrument Makers Association ernannt.
Im März 2007, im Alter von 80 Jahren, schloss er die Geigenbauschule in Tokio.
Am 30. Januar 2020 verstarb er im Alter von 92 Jahren an einer Krebserkrankung. Die Trauerfeier fand am 6. Februar desselben Jahres statt.

## Sonstiges
- Die Inspiration für seinen Künstlernamen Soroku Murata (無量塔 蔵六) stammt von seinem Urgroßvater, welcher ein Schützling von Soroku Murata (japanisch 村田蔵六, bürgerlich Masujirō Ōmura; japanisch 大村益次郎) war[14].

- Er hatte eine Leidenschaft für Motorräder[15].

- Schüler der Geigenbauschule Muratas erhielten bei erfolgreichem Abschluss den Status eines deutschen Handwerksgesellen, und konnten sich überdies für die Meisterprüfung qualifizieren, indem sie drei Jahre unter einem deutschen Handwerksmeister arbeiteten[16].

## Publikationen

### Bücher
- Baiorin [Die Geige]. Nihon Gakki, März 1965 (japanisch).
- Vaiorin [Die Geige] (= Iwanami Shinsho 921). Iwanani Shoten, 1975, ISBN 4-00-414058-7 (japanisch, Online).
- Soroku Murata, Hiroshi Kawabata: Vaiorin wo yomu hon. Motto shiritai Vaiorin no hanashi – Violinen Ein Buch für Wissbegierige. To-on, 1998, ISBN 4-636-20875-7 (japanisch, Online).

### Artikel
- Vaiorin zukuri no Oyakata, Shūgyō Jidai [Lehrjahre eines Geigenbaumeisters]. In: Geijutsu Shinchō. 15. Jahrgang, Nr. 3. Shinchōsha, März 1964, S. 130–132.
- Vaiorin to Mokuzai [Die Violine und das Holz]. In: Mokuzai Kōgyō. 20. Jahrgang, Nr. 2. Nihon Mokuzai Kakō Gijutsu Kyôkai, Februar 1965, S. 75–79.
- Baiorin no Himitsu [Mysterien der Violine]. In: Kagaku Asahi. 26. Jahrgang, Nr. 10. Asahi Shimbunsha, Oktober 1966, S. 83–86.
- Vaiorin no Meiki to sono Shūhen. Vaiorin Seisakusha no Ichigen [Berühmte Violinen und deren Kontext. Anmerkung eines Geigenbauers]. In: Ongaku no Tomo. 32. Jahrgang, Nr. 7. Ongaku no Tomosha, Juli 1974, S. 114–116.
- Nihonjin ha Kiyō deha arimasen. Kokiyō nano desu. [Japaner sind keine handwerklichen Spezialisten. Aber begabte Generalisten.] In: Ginō to Gijutsu. Shokugyō Nōryoku Kaihatsu Gijutsu Zasshi. 1975. Jahrgang, Nr. 4. Koyō Mondai Kenkyūkai, Juli 1975, S. 1.
- Mai Supiikā wo kataru [Ich erzähle von meinen Lautsprechern]. In: Rajio Gijutsu. 31. Jahrgang, Nr. 2. Aiē Shuppan, Inpuresu, Januar 1977, S. 179–187.
- Watashi no Shūgyō Jidai. Nishi Doitsu no Totei Seido [Meine Lehrjahre. Das Ausbildungssystem in Westdeutschland]. In: Bōsei. 8. Jahrgang, Nr. 2. Tōkai Kyōiku Kenkyūjo, Februar 1977, S. 58–65.
- Shin, Vaiorin Dangi [Aktualisiert: Predigt über die Violine]. In: Kyōiku Ongaku. 21. Jahrgang, Nr. 9. Ongaku no Tomosha, September 1977, S. 26–28.
- Vaiorin Seisakusha ga tsukuru Ōdio no Sekai [Die von einem Geigenbauer konstruierte Audioanlage.] In: Rajio Gijutsu. 33. Jahrgang, Nr. 2. Aiē Shuppan, Inpuresu, Januar 1979, S. 32–33.
- Maisutā Seido no Chōsho to Nihon no Kantokusha [Vorteile des Deutschen Meistersystems und japanische Coaches.] In: Sangyō Kunren. 25. Jahrgang, Nr. 10. Nihon Sangyō Kunren Kyōkai, Oktober 1979, S. 2–17.
- Murata Soroku, Chiyonobu Takashi. Taiwa: Ongaku, Ningen, Kyōiku [Soroku Murata, Takashi Chiyonobu. Meinungsaustausch: Musik, Mensch, Bildung.] In: Kyōiku Ongaku. 35. Jahrgang, Nr. 7. Ongaku no Tomosha, Juli 1980.
- Gakki no hanashi (II) Gengakki [Gespräch über Musik (II): Saiteninstrumente]. In: Nihon Onkyōgaku Gakkaishi. 36. Jahrgang, Nr. 8. Nihon Onkyōgaku Gakkai, August 1980, S. 414–418.
- Chūkohin [Gebrauchtwaren]. In: Tashikana Me. Kokumin Seikatsu Sentā no Kurashi to Shôhin Tesuto no Jōhōshi. Nr. 11. Kokumin Seikatsu Sentā, November 1982, S. 49.
- Nipponjin’83 [Japaner im Jahr 1983]. In: Shūkan Gendai. 25. Jahrgang, Nr. 8. Kōdansha, Februar 1983, S. 80–84.
- Vaiorin [Die Geige]. In: Konsensasu. 1983. Jahrgang, Nr. 9. Konsensasu Henshūbu, September 1983, S. 10–11.
- Murata Soroku, Tanahashi Yūji: Shokuningei ga Geijutsu ni Shōka suru Toki (Kokoro wo kataru) [Murata Soroku, Tanahashi Yūji: Wenn Handwerk zur Kunst sublimiert (aus dem Herzen gesprochen)]. In: Tsūsan Jānaru. 17. Jahrgang, Nr. 7. Tsūshō Sangyō Chōsakai, Juli 1984, S. 78–85.
- Vaiorin ni umorete shinitai [Ich möchte in Geigen gehüllt dahinscheiden.] In: Rikurūto Kyaria Gaidansu. 23. Jahrgang, Nr. 1. Rikurūto, Januar 1991, S. 60–65.
- Vaiorin ni mochiirareru Sozai [Für Geigen verwendete Materialien]. In: Shinsozai. 3. Jahrgang, Nr. 11. Nihon Kōgyō Shuppan, November 1992, S. 50–53.
- Vaiorin Seisaku Mini Gaishi [Geschichtsabriss des Geigenbaus]. In: Kenchiku Zasshi. Nr. 1341. Nihon Kenchiku Gakkai, April 1993, S. 14.
- Vaiorin wo tsukuru Zaimoku [Für Geigen verwendetes Holz]. In: Bōsei. 25. Jahrgang, Nr. 1. Tōkai Kyōiku Kenkyūjo, Januar 1994, S. 24–27.
- Kono Hito ni kiku „Ii Oto wo dasu Baiorin ha mitame mo Ereganto desu.“ [Fragen Sie diese Person: „Eine Geige, die gut klingt, sieht auch elegant aus“]. In: Kyōiku jihō. Nr. 571. Tōkyōto Shinkyōiku Kenkyūkai, August 1995, S. 11–14.
- Gengakki no Rekiji (1) ～Tanjō (?) kara Kuremona ha no Shutsugen made [Geschichte der Saiteninstrumente (1): Von der Entstehung (?) bis zum Erscheinen der Cremona-Schule.]. In: Ongaku Gendai. 34. Jahrgang, Nr. 8. Geijutsu Gendaisha, August 2004, S. 87–89.

## Weiterführende Links
- Murata Soroku Vaiorin wo kataru [Soroku Murata. Gespräch über Violinen.]
- Nachruf auf Soroku Murata

## Nachweise
1. 1 2   日本人初のヴァイオリン製作マイスター、無量塔蔵六さん死去 [Japans erster Geigenbaumeister, Soroku Murata, gestorben], Yomiuri Shimbun, 4. Februar 2020. Abgerufen am 16. August 2020 (japanisch).
2. 1 2 3 4 5 6 7  プロフィール [Profil]. ヴァイオリンアトリエオカノ [Violin Atelier Okano], abgerufen am 16. August 2020.
3. 1 2 3 4 5 6 7 8  桑原 聡: 師の相貌 無量塔蔵六（ヴァイオリン製作者）. In: sankei.co.jp. Shûkan Shôron, 20. Dezember 2014, archiviert vom Original (nicht mehr online verfügbar) am 20. Dezember 2014; abgerufen am 10. Mai 2021 (japanisch)., deutsch: Gestalt des Meisters. Soroku Murata (Geigenbauer).
4. ↑  Inokuma Takeo: 名門高校の校風と人脈 291 独協高校（私立・東京都文京区）[Schulkultur und persönliche Beziehungen an renommierten Oberschulen, 291. Dokkyo High School (Privat, Bunkyo-ku, Tokio)]. In: Ekonomisuto. 96. Jahrgang, Nr. 22. Mainichi Shimbun Shuppan, 5. Juni 2018, S. 42–43.
5. ↑  西ドイツと私 職人気質も東西で違い バイオリンづくりを修行の 無量塔蔵六氏[Westdeutschland und ich: Unterschiede in der Handwerkskunst zwischen Ost und West. Soroku Murata, ausgebildeter Geigenbauer.] In: Asahi Shimbun. 27. März 1978, S. 4.
6. 1 2  「ひと 天平のハープ「くご（箜篌）」を復元した 無量塔蔵六」[Person. Soroku Murata, der die Kugo-Harfe aus der Tenpyô-Zeit restaurierte.] In: Asahi Shimbun. 16. Dezember 1974, S. 3.
7. 1 2  無量塔藏六について [Über Soroku Murata]. Ageishi Gengakki Kôbô, abgerufen am 16. August 2020.
8. 1 2 3 4 5  無量塔蔵六 Profile [Soroku Murata. Profil]. 2013 Gengakki Fea, abgerufen am 16. August 2020.
9. ↑  Obituary: Soroku Murata (1927–2020). In: the Strad. 17. Februar 2020, abgerufen am 10. Mai 2021 (englisch).
10. ↑   うっとり“天平のハープ” 千二百年ぶりに優雅な音色披露 [graziöse Klangdemonstration: Tenpyo-Harfe erklingt erstmals seit 1200 Jahren in der Öffentlichkeit], 18. Dezember 1974, S. 19 (japanisch).
11. ↑   ひと 無量塔蔵六 2日に東京ヴァイオリン製作学校を開校「本物の職人を育てます」 [Person. Soroku Murata eröffnet Geigenbauschule in Tokyo am 2. April: „Bilden echte Handwerker aus“], 2. April 1979, S. 1 (japanisch).
12. ↑  Soroku Murata. In: EILA Infolettre/Newsletter. Entente International des Luthiers et Architier, abgerufen am 10. Mai 2021 (französisch, englisch).
13. ↑   無量塔蔵六氏死去 バイオリン製作者 [Tod des Geigenbauers Soroku Murata], Nihon Keizai Shimbun, 5. Februar 2020. Abgerufen am 16. August 2020 (japanisch).
14. ↑  顔 1456 無量塔蔵六 バイオリン製作者 音色の風格を探る [Gesicht 1456 Murata Soroku. Geigenbauer. Erforscht den Charakter des Klangs.] In: Yomiuri Shimbun. 2. Juli 1981, S. 1.
15. ↑   バイオリン製作支えるバイクの響き 無量塔蔵六さん バイオリン製作者 [Der Klang von Motorrädern unterstützt den Geigenbau. Soroku Murata, Geigenbauer], 1. Januar 1989, S. 9 (japanisch).
16. ↑   この人と　無量塔蔵六さん バイオリン製作者②　音色の探求　29歳の教え子が親方に [Soroku Murata und ich. Soroku Murata, Geigenbauer. 2. Die Suche nach dem Perfekten Klang. Ein 29-jährige Schüler wird zum Meister], 8. Mai 1991, S. 5 (japanisch).

| Personendaten    | Personendaten           |
| ---------------- | ----------------------- |
| NAME             | Murata, Soroku          |
| ALTERNATIVNAMEN  | Murata, Shōichirō       |
| KURZBESCHREIBUNG | japanischer Geigenbauer |
| GEBURTSDATUM     | 4. März 1927            |
| GEBURTSORT       | Tokio                   |
| STERBEDATUM      | 30. Januar 2020         |
| STERBEORT        | Tokio                   |